# 印伝

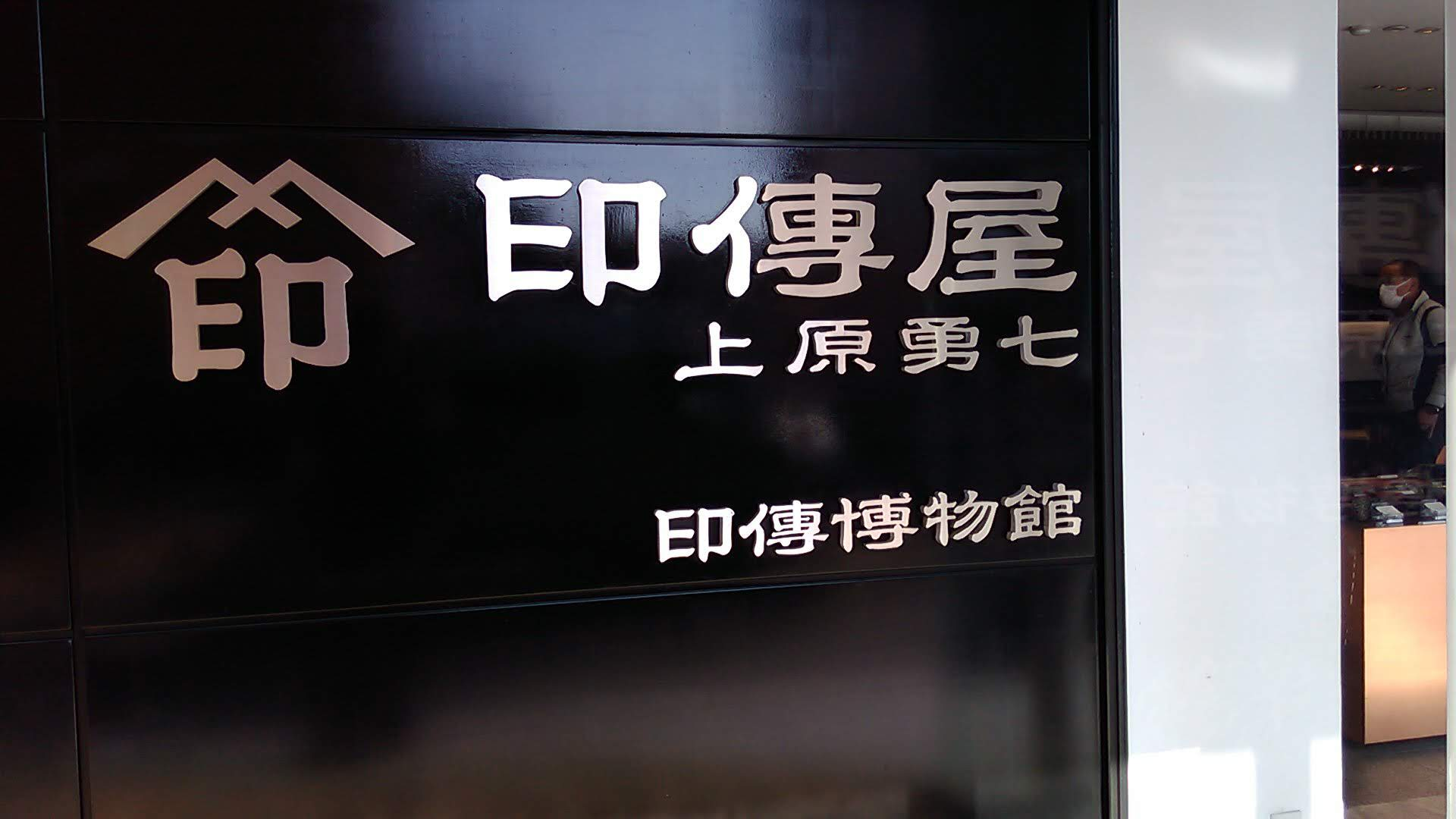
印伝博物館入口看板（甲府市）

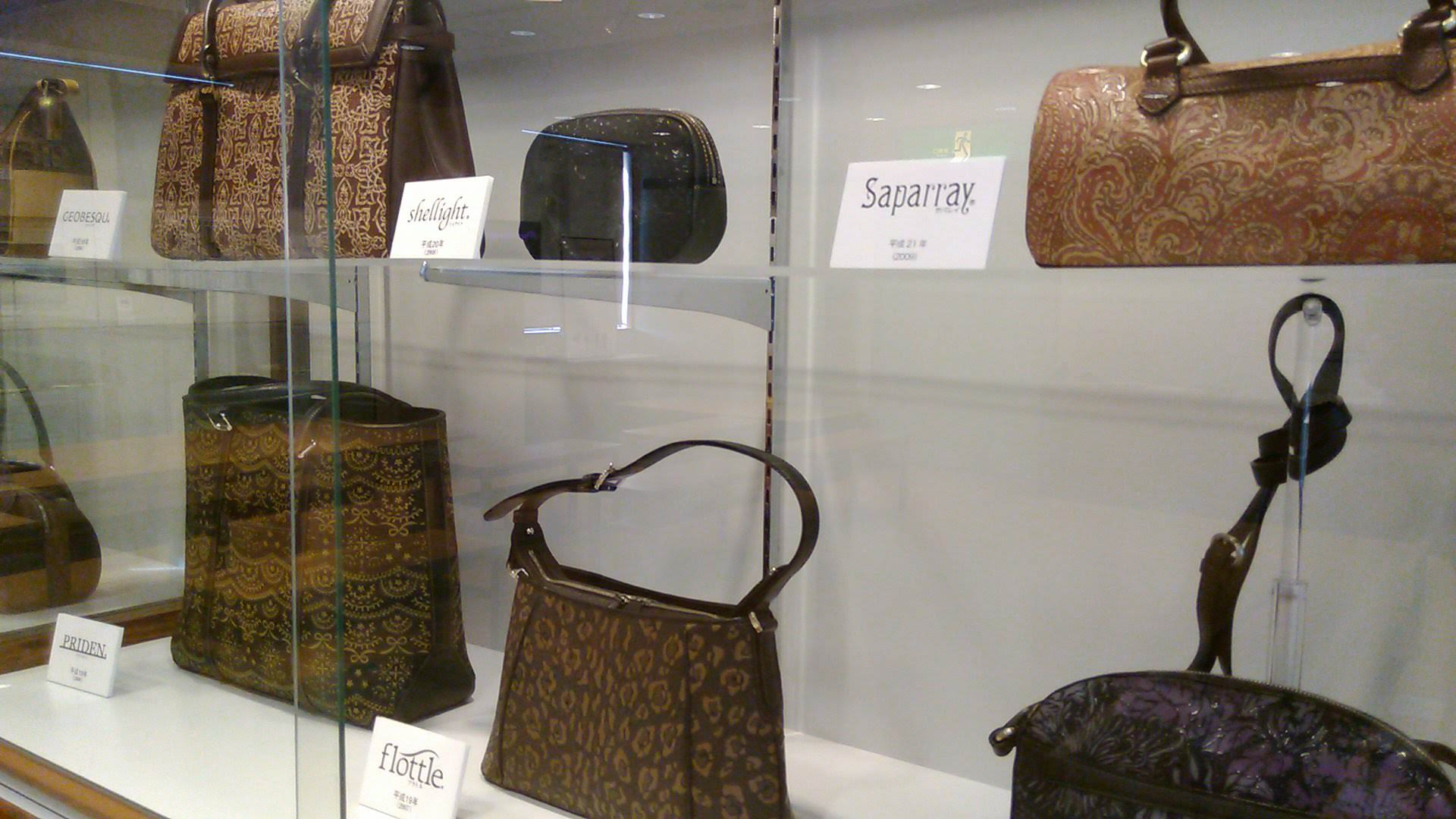
印伝屋に並べられた印伝革の鞄（甲府市）

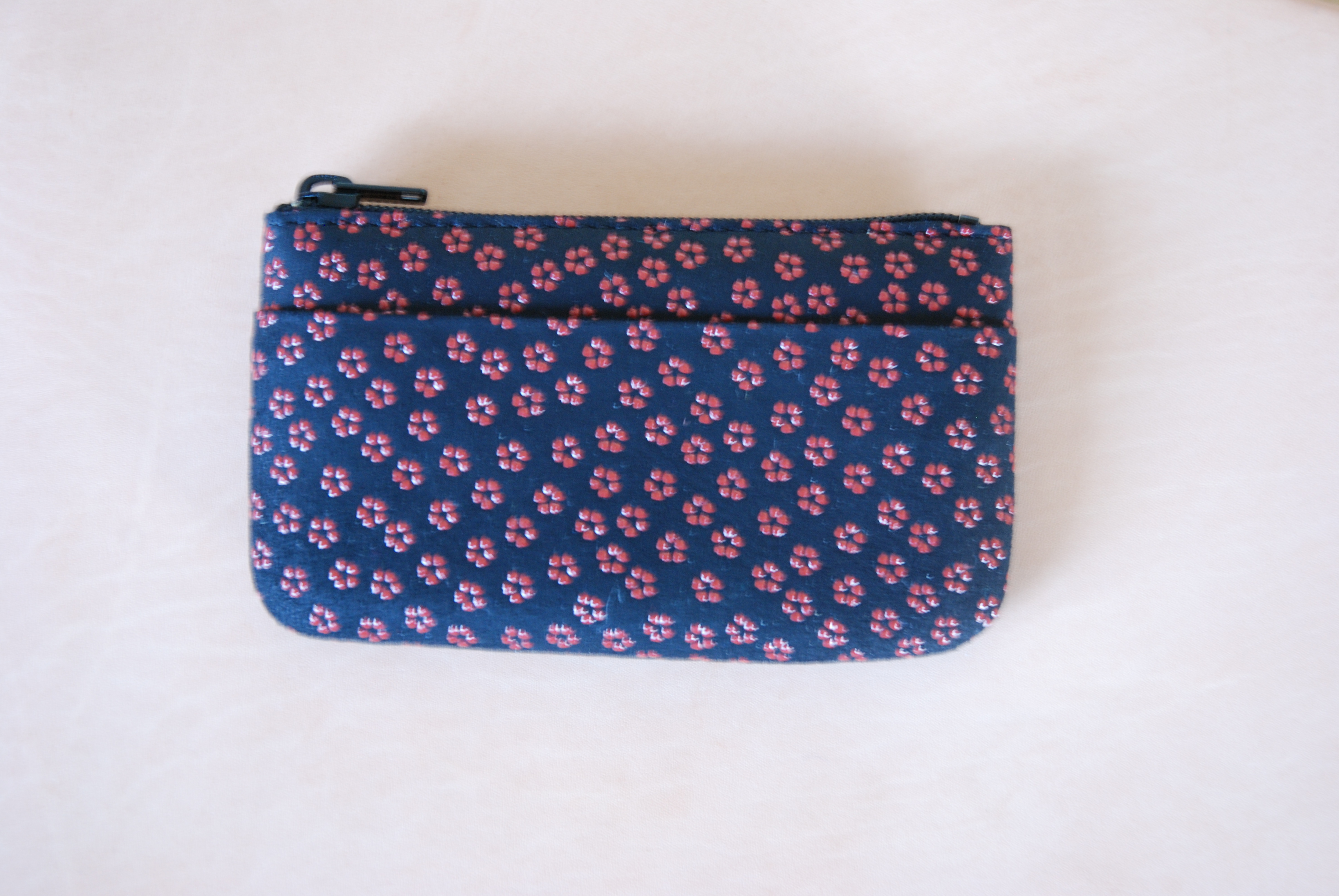
伝統的な菊模様の印伝革の財布

印伝（いんでん、印傳）とは、印伝革の略であり、羊や鹿の皮をなめして染色を施し漆で模様を描いたもので、袋物などに用いられる。名称はインド（印度）伝来に因むとされ、印伝の足袋が正倉院宝庫内に見られ、東大寺に文箱が奈良時代の作品として残る。

## 概要
印伝または印傳という名称は、貿易を行った際に用いられたポルトガル語 (india) またはオランダ語 (indiën) の発音にインド産の鞣革を用いたことから印伝という文字を当てたとされる。
この名称は寛永年間にインド産装飾革が江戸幕府に献上された際に名づけられたとされる。
専ら鹿革の加工製品を指すことが多い。印伝は昔において馬具、胴巻、武具や甲冑の部材・巾着・銭入れ・胡禄・革羽織・煙草入れ等を作成するのに用いられ、今日において札入れ・下駄の鼻緒・印鑑入れ・巾着・がま口・ハンドバッグ・ベルト・ブックカバーなどが作られている。
山梨県においては甲州印伝が特産の工芸品として知られており、国からその他の伝統的工芸品に指定されている。